# NGC 4391
NGC 4391 este o galaxie lenticulară situată în constelația Dragonul. A fost descoperită în 20 martie 1790 de către William Herschel. Se află la o distanță de 23,77 de megaparseci de Pământ.